# Введенка (Липецкий район)
Введе́нка — село Введенского сельсовета Липецкого района Липецкой области.
Село расположено на правом берегу реки Воронежа.
По документам Введенка известна с 1651 года.
Название — по Введенской церкви.
Ранее село было центром Введенского сельского совета; сегодня центром является Ильино.

## Население
| 2010 | 2012 |
| ---- | ---- |
| 677  | ↗789 |